# Pina
Pina is een Duitse documentaire uit 2011 onder regie van Wim Wenders.

## Verhaal
De Duitse choreografe Pina Bausch is artistiek directeur van het Tanztheater in Wuppertal. De documentaire toont de voorbereiding en opvoering van verschillende dansvoorstellingen van het ensemble.

## Rolverdeling
- Pina Bausch: zichzelf
- Dominique Mercy: zichzelf
- Regina Advento: zichzelf
- Malou Airaudo: zichzelf
- Ruth Amarante: zichzelf
- Rainer Behr: zichzelf
- Andrey Berezin: zichzelf
- Damiano Ottavio Bigi: zichzelf
- Bénédicte Billet: zichzelf
- Ales Cucek: zichzelf
- Clementine Deluy: zichzelf
- Josephine Ann Endicott: zichzelf
- Lutz Förster: zichzelf
- Pablo Aran Gimeno: zichzelf
- Mechthild Großmann: zichzelf
- Silvia Farias Heredia: zichzelf